# Fundacja Shalom
Fundacja Shalom – niezależna organizacja pozarządowa, zarejestrowana w Krajowym Rejestrze Sądowym pod numerem 0000 187833. Powołana jako amerykańsko-polsko-izraelska Fundacja Shalom w 1988 roku z inicjatywy aktorki Gołdy Tencer, działa na rzecz kultywowania pamięci tradycji żydowskich w Polsce.

## Inicjatywy fundacji

### Centrum Kultury Jidysz
Fundacja Shalom prowadzi Centrum Kultury Jidysz, funkcjonujące w Warszawie przy ulicy Andersa 15. Jego celem jest propagowanie języka jidysz oraz sztuki żydowskiej w aspektach dydaktycznym, kulturalnym i naukowym. Centrum oferuje m.in. kursy i warsztaty z języka jidysz, wykłady z literatury jidysz, a także międzynarodowe seminaria z tego zakresu programowego.

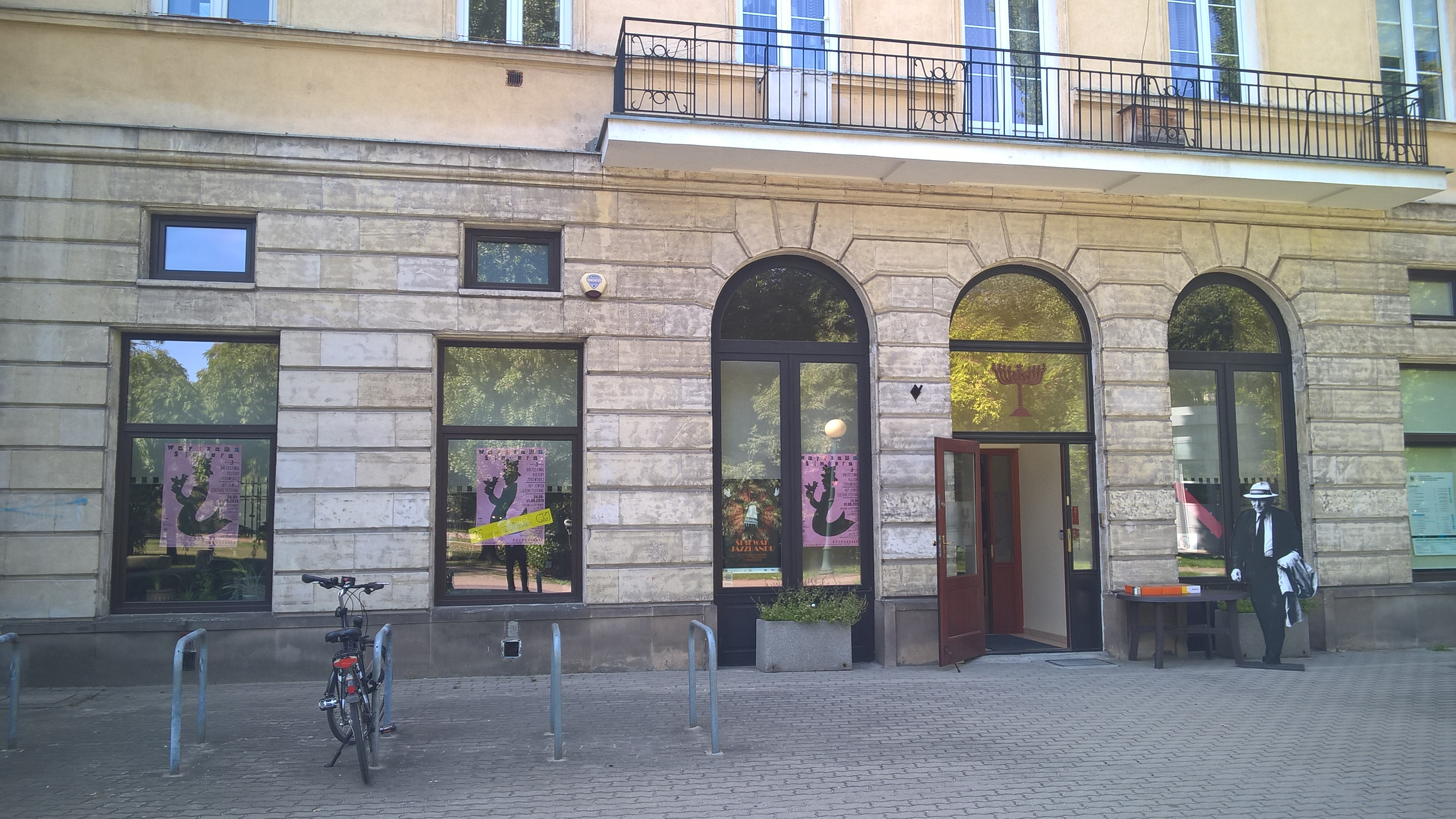
Centrum Kultury Jidysz, Warszawa

### Żydowski Uniwersytet Otwarty
Żydowski Uniwersytet Otwarty ma na celu przekazywanie wiedzy na temat kultury, twórczości i działalności społecznej Żydów. Inauguracja ŻUO odbyła się w ramach szóstej edycji Festiwalu Kultury Żydowskiej Warszawa Singera 5 września 2009 w Teatru Żydowskiego. Zajęcia odbywają się w czterech modułach tematycznych:
1. Podstawowe zagadnienia i problemy literatury żydowskiej;
2. Podstawowe zagadnienia oraz zarys historii muzyki żydowskiej;
3. Codzienność a święto w tradycyjnej i współczesnej kulturze żydowskiej;
4. Podstawowe zagadnienia i problemy filozofii żydowskiej.

### Uniwersytet Trzeciego Wieku
Uniwersytet Trzeciego Wieku Fundacji Shalom, funkcjonujący od 1 marca 2006, przeznaczony jest dla osób starszych. Prowadzi różne formy kształcenia, wszystkie z ukierunkowaniem na zajęcia o tematyce żydowskiej. W 2010, w zajęciach Uniwersytetu Trzeciego Wieku brało udział 200 słuchaczy.

## Władze
Fundator, dyrektor generalny
- Gołda Tencer-Szurmiej

Zarząd
- Jankiel Tencer - prezes zarządu

Rada Artystyczna
- Gołda Tencer-Szurmiej - przewodnicząca
- Dawid Szurmiej - członek rady artystycznej